# Franz Mayr (Missionar)
Franz Mayr (* 6. März 1865 in Nußdorf-Debant, Osttirol; † 15. Oktober 1914 bei Bremersdorp, Swasiland) war ein österreichischer katholischer Ordenspriester der Mariannhiller Missionare (CMM) im südlichen Afrika. Er gründete die Mission Maryvale bei Pietermaritzburg in der damaligen britischen Kolonie Natal, die er von 1893 bis 1909 leitete. Daneben sammelte er ethnographisches Material der Zulu und machte Phonographenaufnahmen von Zulu-Musik. Anschließend leitete er bis 1912 eine Mission im Manikaland in Südrhodesien. Kurz vor seinem gewaltsamen Tod 1914 gründete Mayr die St Joseph’s School in Swasiland.

## Leben
Mayr war der Sohn von Maria und Georg Mayr, einem Bauern. Er litt unter Kyphoskoliose. Er wuchs bei Pflegeeltern, seiner Tante Anna und Franz Harb, einem Schuhmacher in der Nachbarstadt Lienz, auf. Von 1876 bis 1884 besuchte er das Knabenseminar Vinzentinum in Brixen (Südtirol).
Nach der Matura begann er im Herbst 1884 am Priesterseminar Brixen ein Theologiestudium. Kurz nach seiner Priesterweihe am 6. Mai 1888 fühlte er sich berufen, Missionar zu werden und unter den Zulu in der britischen Kolonie Natal zu arbeiten. Zu dieser Zeit arbeitete er als Kaplan in Hopfgarten und Kals am Großglockner. In einem seiner Briefe erwähnte er, dass er Missionar werden möchte, weil es in seiner Heimatdiözese einen Überschuss an Priestern gäbe, ein Erfolg von Vinzenz Gassers Ambitionen, die Anzahl der Priester in der Diözese Brixen zu erhöhen.
Der österreichische Trappistenmönch Franz Pfanner hatte 1882 das Kloster Mariannhill bei Pinetown im Vikariat Natal gegründet und versandte Missionsbriefe.

### Missionsarbeit in Natal
Nach seiner Ankunft in Natal im Mai 1890 lebte Mayr acht Monate bei den Trappisten in St. Michaels Mission, einer Außenstation des Klosters Mariannhill, bevor er in die Hauptstadt der Kolonie, Pietermaritzburg, aufbrach, wo er im Januar 1891 Bischof Charles Constant Jolivet seine Dienste anbot.
In den Jahren 1892–93 führten verschiedene Städte in Natal eine Meldepflicht für Schwarze ein, um diese besser kontrollieren zu können. Da Zulus häufig vorübergehend von Weißen als Hausangestellte beschäftigt wurden, hatte ein Missionar kaum oder gar keinen Zugang zur Zulu-Familieneinheit, nur zu Personen, die in der Stadt Arbeit suchten. Zulus arbeiteten normalerweise lange und waren einer Sperrstunde ab neun Uhr unterworfen. Ein Missionar, der beabsichtigte, die Zulus zu erreichen, musste daher einen Treffpunkt wie einen Saal oder eine Kapelle bereitstellen, der die Zulus an Sonntagen anzog, an denen ihr freier Tag war. Außerdem musste der Missionar die Sprache gut sprechen. Der Erfolg eines Missionars hing sowohl von den Zulu-Kindern als auch von den Erwachsenen ab, denn wenn ein Missionar die Kinder erreichen konnte, indem er sie unterrichtete, erhielt er häufig auch Zugang zu den Eltern. Schließlich brauchte ein Missionar tiefes Vertrauen und Hingabe, weil er manchmal gegen die öffentliche Meinung verstieß und Probleme mit den Kolonialbehörden bekam. Über diese Eigenschaften verfügte Pater Franz Mayr, als er die erste katholische Zulu-Mission in Pietermaritzburg leitete.
Bischof Jolivet würdigte Mayrs Englisch- und Zulu-Kenntnisse und beauftragte ihn sofort mit der Gründung und Leitung der Zulu-Mission in der Stadt. Mayr durfte als unabhängiger weltlicher Priester arbeiten und trat nie den Oblaten bei. Der Bischof gestattete Mayr in der Tat ein beträchtliches Maß an Freiheit in seiner Arbeit.
Auf Weisung von Bischof Jolivet versammelte Mayr eine Gruppe Zulus und baute eine Kirche. Diese „einheimische Kirche“ befand sich in der Erf 10, Burger Street, in der Nähe der Marienkirche. Unter der Woche leitete Mayr auch eine Grundschule für Kinder und erteilte Erwachsenen und Kindern nach der Messe am Sonntag katechetische Unterweisungen.
Am 15. Januar 1893 segnete Jolivet das einfache Gebäude und nannte es am Fest des Heiligen Namens Jesu die Kirche des Heiligen Namens. Der Einfluss der kirchlichen Mission wird durch das Taufprotokoll deutlich, das zeigt, wie schnell und mit welcher Geschwindigkeit die Konversionen unter den Zulu begannen. Die erste Taufe, die in dieser Kirche stattfand, war die des 30-jährigen Peter Makaye am 19. Februar 1893. Zwei Jahre zuvor war schon die Zulu Maria Mendaba in der Marienkirche getauft worden.
„Viele Zulus besuchen unsere Schule und Kapelle“ berichtete Bischof Jolivet im Jahr 1894. Aus diesem Grund begannen Jolivet und Mayr, inspiriert vom Erfolg der katholischen Mission St. Francis Xavier in der Nähe des Hafens von Durban, ein Dorf für afrikanische Katholiken am Stadtrand von Pietermaritzburg zu planen. Bald wurde in der Nähe der heutigen Ohrtmannstraße, in der Mayr die Kirche der Heiligen Familie errichtete, ein Grundstück für Maryvale gekauft. Heute steht dort die katholische Kirche St. Jeanne d’Arc. Bald siedelte Mayr afrikanische Familien im Dorf an, und weitere vierzig Hektar Ackerland wurden für ihre Nutzung gepachtet. Wie im Fall der Mission St. Francis Xavier war jede afrikanische Familie gezwungen, eine Wohnung im europäischen Stil zu bauen, und musste auf ihrem eigenen Grundstück Getreide anbauen.
Die offizielle Eröffnung der Maryvale-Mission durch Bischof Jolivet fand am 27. Januar 1895 statt. Die Erlaubnis, die Zulu-Mission nach Maryvale auszuweiten, beruhte auf dem Vertrauen des Bischofs in Mayrs Fähigkeit, die Zulus erfolgreich zu evangelisieren.
Die Entwicklung von Maryvale erforderte erhebliche Mittel. Um Geld zu sammeln, besuchte Franz Mayr Europa und bat die österreichische Gräfin Maria Teresia Ledóchowska und die Sodalität St. Peter Claver um Spenden. Die meisten Mittel flossen in den Kauf von Grundstücken und den Bau einer Schulkapelle sowie anderer Gebäude. Im Frühjahr 1904 reiste Mayr sogar nach Kanada, um Geld zu sammeln und Missionsschwestern für Natal zu rekrutieren.
Oblatenpriester übernahmen schließlich Maryvale, während Mayr seine Arbeit in der Kapelle des Heiligen Namens in der Stadt Pietermaritzburg fortsetzte und im Stadtgefängnis diente, wo er bereits in den 1890er Jahren eingeladen worden war, Kaplan für die Todeszellen zu werden. Mayr ging mit den Gefangenen zum Galgen, bekehrte sie zum Christentum, bevor sie starben, und taufte sie, manchmal am Tag vor ihrer Hinrichtung. Mayr war bis 1909 in Natal. Während dieser Zeit gründete er mehrere Missionsstationen in der gesamten Kolonie und unterstützte andere Priester bei ihrer Arbeit in Orten wie Oakford und Umsinsini.

### Arbeit in Südrhodesien und Swasiland
1909 wurde Mayr von den Missionaren von Mariannhill gebeten, ein Missionsfeld in Südrhodesien (dem heutigen Simbabwe) wieder zu eröffnen. St. Triashill, die erfolgreichste Missionsstation von Mayr in der Region, lag in Manikaland, nahe der Grenze der Kolonie Portugiesisch-Ostafrika (heute Mosambik). Er lernte die Sprache der Manyika und konnte bald das Evangelium in der Landessprache ChiManyika predigen.
1912 verließ Mayr Afrika, um seine Dienste als Englisch- und Zulu-Lehrer jungen Mariannhill-Missionaren anzubieten, die eine Reise nach Afrika planten. Wenige Monate später entschloss er sich, nach Afrika zurückzukehren, um den Tiroler Mariendiensten in Swasiland zu helfen.
Mayr und die Tiroler Serviten begannen 1913 die erste katholische Mission in Swasiland. Mayrs Hilfe wurde vom servitischen Vorgesetzten, Pater Arimath Maria Gratl, sehr geschätzt. Mayr machte sich sofort auf den Weg, die Mission St. Joseph in der Nähe von Bremersdorp, der Hauptstadt von Swasiland, zu gründen. Die letzte Mission, die er gegründet hat, ist der Ort seiner Beerdigung. Am 15. Oktober 1914 machte sich Mayr allein in seinem Maultierwagen auf den Weg. Ungefähr zwölf Kilometer hinter Bremersdorp hielt er in einem Geschäft an, um einen Mantel zu kaufen. Als er ging, folgte ihm ein junger Swasi namens Mfanyana Mdluli, raubte ihm sein Geld und erstach ihn. Die Regentin Labotsibeni Mdluli sandte sofort einen Untergebenen aus, der Mayrs Leiche suchte. Es gab siebzehn Wunden an seinem linken Arm und seinem linken Bein und eine weitere Wunde, wahrscheinlich die tödliche, in seinem Nacken. Mayr war neunundvierzig Jahre alt.

## Verschiedene Sammlungen von Mayr
Als Clemens U. Gütl 1996 mit seinen Forschungen zum Leben des Tiroler Missionars begann, war er so gut wie vergessen. Was er fand, waren größtenteils unveröffentlichte Quellen, die über Europa und Südafrika verstreut waren. Einige hundert der Dokumente, die er fand, veröffentlichte er in dem Buch Adieu, ihr lieben Schwarzen zusammen mit Mayrs veröffentlichten Artikeln, historischen Fotografien und Karten sowie Kommentaren.
Mayr schickte mehrere seiner Sammlungen an wissenschaftliche Einrichtungen wie das Naturhistorische Kabinett des Vinzentinums sowie an seine Sponsoren, Freunde und Verwandten in Europa. Erst in den letzten Jahren haben Wissenschaftler begonnen, sich mit diesen bedeutenden Sammlungen zu befassen. Das Herbarium der Universität Natal beherbergt die hundertjährige ethnobotanische Sammlung von Heilpflanzen von Mayr, die er sowohl in lateinischer als auch in zuluischer Sprache akribisch katalogisierte. Wissenschaftler des Botanischen Instituts arbeiten nun mit dieser Sammlung, die zu den ältesten im südlichen Afrika zählt.
Von 1909 bis 1912 sammelte er in Südrhodesien Werkzeuge, Trachten und Waffen bei den Manyika. Er sandte viele der ethnologischen Gegenstände zur Verwendung in ihren Wanderausstellungen an Maria Teresia Ledóchowska, schickte aber den größten Teil seiner Sammlungen an das Natal-Museum in Pietermaritzburg. William Dewey von der University of Iowa bezeichnete die Manyika-Sammlung von Mayr als die beste, die er je weltweit gesehen habe.

## Publikationen
Neben seiner Missionsarbeit fand Mayr auch Zeit, mehrere Bücher zu schreiben, darunter Zulu Simplified, das erstmals 1899 veröffentlicht wurde. Dies war eine Grammatik mit dem Untertitel A New, Practical, and Easy Method of Learning the Zulu Language, die sechste Auflage erschien unter dem Titel An English-Zulu Exercise Book, with Key for Colonists and Natives.
Auf Geheiß des Schulinspektors von Natal veröffentlichte er 1899 auch Beginnings of English Grammar and Geography sowie ein in englischer Sprache verfasstes Liederbuch. 1901 beendete Mayr Incwadi Yokufundisa ukufunda isi Zulu (Handbuch zum Lehren und Lernen von Zulu), ein Zulu-Lehrbuch, das in Salzburg veröffentlicht wurde.
Während seiner Zeit in Südrhodesien veröffentlichte Mayr das Buch A Chimanyika Spelling Book und mehrere religiöse Bücher, darunter den katholischen Katechismus mit dem Titel Katekisma kana Tsamba ye rudzidziso rwe Sangano katolike (Katechismus oder Lehrbuch der katholischen Kirche) und ein Gebet- und Gesangbuch mit dem Titel Munda we mweya kana Tsambe ye minamato ne ndwiyo (Feld des Heiligen Geistes oder Buch der Gebete und Hymnen).
Die Sammlung Gore Rinoyera re Sangano kana Mavangeri e Masondo enthält posthum veröffentlichte Gebete und Hymnen. Buku re masoko anoyera und chirangano che kare ne chipswa rakawambzirwa nge masoko und Sangano (eine in chiManyika übersetzte Bibelgeschichte) und Easy English for Natives in Rhodesien wurden nach seinem Tod veröffentlicht.
Mayr hat auch einige wissenschaftliche Artikel über die Zulus hinterlassen, wie zum Beispiel Language of Colours Amongst the Zulus Expressed by Their Beadwork Ornaments, Some General Notes on Their Personal Adornments and Clothing (Die Sprache der Farben unter den Zulus, die in ihren Perlenornamenten zum Ausdruck kommen, und einige allgemeine Hinweise zu ihren persönlichen Verzierungen und Kleidungsstücken.) Mayrs Artikel Die Zulu Kafirs von Natal und Zulu Proverbs wurden in der anthropologischen Zeitschrift Anthropos veröffentlicht. Der Ethnologe Wilhelm Schmidt schlug vor, dass Mayr und drei andere katholische Missionare Phonographen erhalten, um indigene Musik aus verschiedenen Teilen der Welt zu bewahren.
Obwohl Mayr nicht der erste war, der Zulu-Aufnahmen produzierte, gehören seine Tondokumente zu den frühesten in dieser Sprache. Seine Aufnahmen entstanden ursprünglich auf Wachszylindern und wurden später im Wiener Phonogrammarchiv der damaligen Kaiserlichen Akademie der Wissenschaften in Wien auf sogenannte Phonogramme kopiert. Zu seiner Motivation, Zulu-Musik aufzunehmen, sagte Mayr: “It is certainly high time for such a study, as European music is rapidly penetrating into every part of the country, and harmonicas, concertinas, etc., are taking the place of the original primitive instruments.” („Es ist sicherlich höchste Zeit für eine solche Studie, da die europäische Musik rasch in alle Teile des Landes vordringt und Mundharmonikas, Ziehharmonikas usw. den Platz der ursprünglichen Instrumente einnehmen.“ In einem der Protokolle, die seinen Zulu-Aufnahmen beigefügt sind, schrieb Mayr: „Ich beabsichtige, eine detailliertere Abhandlung über Zulu-Musik für Anthropos zu schreiben, nachdem ich das Ergebnis des Abhörens der Phonographenzylinder erhalten habe.“ Der Artikel wurde nicht in Anthropos veröffentlicht, sondern erschien stattdessen in den Annalen des Natal Government Museum als A Short Study on Zulu Music.